# Закон України «Про господарські товариства»
Закон України «Про господа́рські товари́ства» — Закон, що визначає поняття і види господарських товариств, правила їх створення, діяльності, а також права і обов'язки їх учасників та засновників.
Закон прийнятий 19 вересня 1991 року, введений в дію з 1 жовтня 1991 року.
Закон регулює такі окремі види господарських товариств в Україні:
- Акціонерне товариство[2]
- Товариство з обмеженою відповідальністю
- Товариство з додатковою відповідальністю
- Повне товариство
- Командитне товариство.

Закон втратив чинність у частині, що стосується товариств з обмеженою відповідальністю та товариств з додатковою відповідальністю у зв'язку з прийняттям Закону «Про товариства з обмеженою та додатковою відповідальністю» з 17.06.2018 р.